# Napola
Napola je německý dramatický film, který v roce 2004 natočil režisér Dennis Gansel. Film se natáčel i z větší části v Česku, zejména na hradě Bouzov.

## Děj
Napola, Nationalpolitische Erziehungsanstalt, je elitní nacistická škola. Na tuto školu se dostávají jen ti nejlepší, nejoddanější a nejsilnější. Budoucí elita národa se měla skládat z mladých hochů z celého Německa. Jedním z nich měl být také Friedrich Weimer, který se v roce 1942, po ukončení školy, rozhoduje, co dál v životě bude dělat. Poté, co potkává chápavého Voglera, neodolává jeho nabídce ke studiu na škole Napola. I přes odmítavý postoj otce, který se nechce zaplétat s nacismem, odjíždí do školy, kde se také zapisuje. Zde si také vytváří největší přátelství s Albrechtem Steinem, který je však na pochybách s „pravdou“, která jim je předkládaná na škole. Chlapci prochází společně výcvikem i ostrou akcí, kde mají nalézt ozbrojené ruské vězně na útěku.

## Obsazení
| Max Riemelt            | Friedrich Weimer       |
| Tom Schilling          | Albrecht Stein         |
| Devid Striesow         | Vogler                 |
| Joachim Bissmeier      | ředitel dr. Karl Klein |
| Justus von Dohnányi    | Heinrich Stein         |
| Michael Schenk         | Peiniger               |
| Florian Stetter        | Justus von Jaucher     |
| Alexander Held         | Friedrichův otec       |
| Sissy Höfferer         | Friedrichova matka     |
| Jonas Jägermeyr        | Christoph Schneider    |
| Leon Alexander Kersten | Tjaden                 |
| Thomas Drechsel        | Hefe                   |
| Ljuba Krbová           | Hefeho matka           |
| Karel Dobrý            | lékař SS               |
| Jana Altmanová         | babka                  |